# José Alberto Benítez
José Alberto Benítez Román (født 14. november 1981) er en spansk tidligere professionel cykelrytter.